# زیردریایی کنسول ژنرال لیوتسی
زیردریایی کنسول ژنرال لیوتسی (به انگلیسی: Italian submarine Console Generale Liuzzi) یک زیردریایی بود که طول آن ۲۵۲٫۵ فوت (۷۷٫۰ متر) بود. این زیردریایی در سال ۱۹۳۹ ساخته شد.